# Алессандро Сканціані
Алесса́ндро Сканціа́ні (італ. Alessandro Scanziani, нар. 23 березня 1953, Верано-Бріанца) — італійський футболіст, що грав на позиції атакувального півзахисника, зокрема за «Інтернаціонале» і «Сампдорію». По завершенні ігрової кар'єри — тренер.
Дворазовий володар Кубка Італії.

## Ігрова кар'єра
У дорослому футболі дебютував 1972 року виступами за команду «Меда», в якій провів один сезон, взявши участь у 26 матчах чемпіонату.
Згодом з 1973 по 1977 рік грав у складі команд «Ліворно» та «Комо», після чого на два сезони приєднався до «Інтернаціонале», у складі якого став володарем Кубка Італії 1977/78.
Провівши протягом 1979—1981 років два сезони в «Асколі», перебрався до «Сампдорії». Відіграв за генуезький клуб наступні п'ять сезонів своєї ігрової кар'єри як ключовий гравець середини поля. У розіграші 1984/85 допоміг команді здобути перший у її історії Кубок Італії.
Протягом 1986—1988 років захищав кольори клубу «Дженоа», а завершував ігрову кар'єру в команді «Ареццо», за яку виступав до 1989 року.
Загалом на професійному рівні відіграв у понад 500 іграх, забивши більше 80 голів.

## Кар'єра тренера
Розпочав тренерську кар'єру, повернувшись до футболу після невеликої перерви, 1994 року, очоливши тренерський штаб аматорської команди «Галларатезе».
Протягом наступних п'ятнадцяти років працював ще з низкою футбольних команд, здебільшого з третього італійського дивізіону, останньою з яких була «Пергокрема», головним тренером якої Алессандро Сканціані був з 2009 по 2010 рік.

## Титули і досягнення

### Як гравця
- Володар Кубка Італії (2):

«Інтернаціонале»: 1977–1978: «Сампдорія»: 1984–1985